# 6-(2-Aminopropylo)benzofuran
6-(2-Aminopropylo)benzofuran, 6-APB – organiczny związek chemiczny, entaktogen, pochodna amfetaminy. Jest również analogiem 3,4-metylenodioksyamfetaminy (MDA) i 6-APDB.

## Farmakologia
Jest potrójnym inhibitorem wychwytu zwrotnego monoamin, z wartościami Ki 117 (NET), 150 (DAT) i 2698 (SERT) oraz silnym agonistą receptorów 5-HT2B (Ki 3,7nM). Agonizm receptorów 5-HT2B sprawia, że 6-APB jest najprawdopodobniej kardiotoksyczny w dłuższym stosowaniu, co zaobserwowano przy innych agonistach 5-HT2B (na przykład fenfluraminie i MDMA).
Wykazuje również agonizm w stosunku do receptorów 5-HT2C, co może odpowiadać za jego zdolność do zmniejszania apetytu. Mimo że 6-APB jest agonistą wszystkich 3 podtypów receptorów HT2, jego aktywność w stosunku do 5-HT2B jest zarówno wyższa, jak i bardziej selektywna.